# Roberto Calvi
Roberto Calvi (ur. 13 kwietnia 1920, zm. 17 czerwca 1982) – włoski finansista, znany jako Bankier Boga (wł. Banchiere di Dio) ze względu na bliskie kontakty biznesowe ze Stolicą Apostolską. Był prezesem Banco Ambrosiano, którego upadłość doprowadziła do jednego z największych skandali politycznych we Włoszech.
W 1978 roku Bank Włoch opublikował raport na temat Banco Ambrosiano, w którym stwierdzono, że kilka miliardów lirów  zostało nielegalnie wytransferowanych z kraju z naruszeniem włoskiego prawa walutowego, co doprowadziło do wszczęcia śledztwa i skazania Calviego w 1981 r. na cztery lata więzienia w zawieszeniu. Został zwolniony za kaucją do czasu rozpatrzenia apelacji.
Jego ciało zwisające z londyńskiego mostu Blackfriars Bridge zostało zauważone 18 czerwca 1982. Calvi miał w kieszeniach pięć cegieł i równowartość 14 000 dolarów amerykańskich w trzech różnych walutach. W dniu jego zabójstwa jego sekretarka zginęła w Mediolanie wypadając z okna na czwartym piętrze siedziby banku.
Śmierć Calviego budzi nieustające kontrowersje i jednoznacznie została uznana za morderstwo dopiero po 20 latach. Teorie dotyczące potencjalnych zleceniodawców zabójstwa obejmują m.in prezesa Banku Watykańskiego – Paula Marcinkusa, sycylijską mafią i lożę Propaganda Due.
W październiku 2005 r. przed sądem w Rzymie stanęło pięć osób – sardyński finansista Flavio Carboni, jego była dziewczyna Manuela Kleinszig, rzymski przedsiębiorca Ernesto Diotallevi, były ochroniarz Calviego – Silvano Vittor i skazany skarbnik Cosa Nostra – Pippo Calo. Wszyscy zostali uniewinnieni w czerwcu 2007 roku.